# MIND
Milano Innovation District (Distretto dell'Innovazione di Milano) o MIND è il nome dato al progetto dedicato all'area in cui ha avuto luogo a Milano la manifestazione Expo 2015.
MIND è parte del nuovo quartiere “Cascina Merlata-MIND”.
L'area è diventata di interesse per soggetti quali la società Arexpo proprietaria dei terreni e l'australiana Lendlease che si è aggiudicata la concessione per 99 anni, per l'Università degli Studi di Milano che propone un campus, per il Gruppo San Donato, che ha realizzato il nuovo IRCCS Ospedale Galeazzi-Sant’Ambrogio, il nuovo ospedale a sviluppo verticale di 16 piani per 94 m di altezza, che lo ergono a ospedale più alto d’Europa, e l'edificazione del centro di ricerca Human Technopole.

## Sviluppi
- Marzo 2018: è stato presentato il masterplan.
- Marzo 2019: parte il concorso internazionale per la sede della Fondazione Human Technopole.[3]
- Agosto 2019: parte il primo cantiere per il nuovo istituto Galeazzi.[4]
- Dicembre 2021: il colosso americano Illumina, Inc. annuncia di aprire la sua sede italiana in MIND[5].
- Gennaio 2022: l'acceleratore di impresa californiano Berkeley SkyDeck si insedia dentro MIND.
- Marzo 2022: vengono annunciate le prime aziende che si trasferiranno nell'area MIND: si tratta del colosso farmaceutico AstraZeneca, dell'incubatore di start-up nel campo delle scienze della vita Bio4Dreams e della Rold[6].
- Giugno 2022: AstraZeneca[7], Bio4Dreams[8] e Rold[9] prendono ufficialmente possesso degli spazi.
- Settembre 2022: viene inaugurato il nuovo istituto Galeazzi (Gruppo San Donato).[10]
- Ottobre 2023: viene posata la prima pietra per il nuovo campus della Statale.[11]
- Novembre 2023: viene annunciato il trasferimento della sede di ABB Electrification da Vittuone a Mind. Il trasferimento si concretizzerà nei primi mesi del 2026[12].